# 防災とボランティア週間
防災とボランティア週間（ぼうさいとボランティアしゅうかん）とは、広く国民が災害時におけるボランティア活動及び自主防災活動についての認識を深めるとともに、災害への備えの充実強化を図ることを目的とした週間。
阪神・淡路大震災を契機に、災害時のボランティアと平常時における自発的な防災活動の重要性が認識されたことを受けて、1995年（平成7年）12月15日の閣議了解により、毎年1月15日–1月21日を防災とボランティア週間とすることが定められた。
これは阪神・淡路大震災の発生した日（1995年（平成7年）1月17日）を中心とした1週間である。
この週間においては、災害時におけるボランティア活動及び自主的な防災活動の普及のための講演会、講習会、展示会等の行事を地方公共団体等の協力を得て実施するものとされている。